# Шалимовское и Красковское болота
Шалимовское и Красковское болота — болото в Ярославской области (Россия), на границе Рыбинского, Мышкинского и Большесельского районов. Болото вытянуто в направлении север-юг, северная его часть, согласно топокарте, называется Красковское, а южная Шалимовское болото, но определённой границы между ними нет. В некоторых источниках всё болото называется Шалимовское. Альтернативное название Болото Большое у деревни Шалимово. Охраняется в соответствии с Решением Малого совета Ярославского областного Совета народных депутатов от 27.05.93 № 118 «Об особо охраняемых природных территориях Ярославской области» и Постановлением Администрации Ярославской области от 21.01.05 № 8 «Об особо охраняемых природных территориях Ярославской области».
Болото расположено на правом берегу Волги, на плоской возвышенности, высотой 122—128 м, в междуречье Волги, её правого притока Юхоти и правого притока Юхоти Койки. На северо-востоке болото смыкается с болотом Великий Мох. Протяжённость болота с севера на юг около 12,2 км, ширина в направлении восток-запад до 3,5 км. Центр имеет координаты 57°48′ с. ш. 38°36′ в. д..
Крайняя северная точка болота — не существующая ныне деревня Красково, которая располагается на 1 км южнее не обитаемой, но ещё существующей деревни Тарбино. По этой деревне — название Красковское болото. Окрестности Красково, северо-западный и северо-восточный край болота, покрыты сетью мелиоративных канав. Эти канавы отводят воды в ручей, впадающий в Волгу между деревнями Рыпы и Володино, примерно на 5 км западнее болота.
Река Койка, начинающаяся в болоте Великий Мох, течёт с севера на юг, выполняя дренажную функцию. Восточный край Красковкого и Шалимовского болота находится примерно в 2 км от реки, и эта двухкилометровая полоса покрыта берёзово-еловым лесом, местами заболоченным. В долине Койки имелось много деревень и небольшие обрабатываемые поля среди леса. Северная часть долины (верховья) относятся к Рыбинскому району, а основная часть к Большесельскому. Этот край труднодоступен в транспортном отношении, поэтому число жителей там постоянно сокращается. В настоящее время часть деревень уже не существует, многие существуют, но в них нет постоянного населения. Это деревни (с севера на юг): Красково (не существует), Осино (не существует), Житницыно (нет населения), Кочерово (не существует), Едино (не существует), Ратково (нет населения), Зады (не существует), Никаново (3 человека), Павлово (13 человек), Варшутино (не существует), Лучкино (1 человек), Инархово (не существует), Фроловское (4 человека).
Южный край болота образует долина реки Юхоть, текущей с востока на запад. Между болотом и рекой — лесной массив, шириной до 4 км. Практически по южному краю болота в направлении восток-запад проходит асфальтированная дорога от проходящей с юга на север дороги Р104 до Нового села. На этой дороге находится деревня Аниково, которую можно считать южным краем болота.
С западной стороны болото ограничено лесным массивом, протянувшимся между болотом и берегом Волги и имеющим ширину 4-5 км. Этот лесной массив населён только по берегу Волги. В стороне от Волги, на краю болота находится единственная, не имеющая постоянного населения, деревня Шалимово, которая и дала название болоту.
Глубина болота в северной части 1 м, в центральной 2 м, в южной — 1,8 м. Имеются небольшие озёра: Большое (57°49′39″ с. ш. 38°37′40″ в. д.) и Малое (57°49′44″ с. ш. 38°36′31″ в. д.) Житницкие (иногда Красковские) озёра к юго-западу от деревни Житницы, Орловское (иногда Шалимовское) (57°47′13″ с. ш. 38°36′12″ в. д.) к юго-востоку от деревни Шалимово. Глубина озёр достигает 10 м.
На болоте произрастают редкие растения, из них 17 видов внесённых в областную Красную книгу. Среди них вороника, вечнозелёный низкорослый кустарник с листьями, похожими на иголки. Кустарник даёт ягоды голубого цвета, съедобные, но не вкусные.
Осенью 1941 года, во время Великой Отечественной войны на болоте была подготовлена партизанская база, на которой могли укрыться части, оборонявшие расположенный западнее по волжскому берегу укреплённый район, но боевые действия не дошли до этих пределов.
Болото является природным заказником и ключевой орнитологической территорией международного значения. Здесь проводят научно-исследовательские работы студенты Ярославского государственного университета. Союз охраны птиц России называет основных редких обитателей территории: серый журавль (Grus grus), белая куропатка (подвид Lagopus lagopus rossicus), белолобый гусь (Anser albifrons), серый гусь (Anser anser), кряква (Anas platyrhynchos), чирок-свистунок (Anas crecca), фифи (Tringa glareola), черныш (Tringa ochropus), большой кроншнеп (Numenius arquata), сизая чайка (Larus canus), озёрная чайка (Larus ridibundus).